# العلاقات المغربية الدومينيكانية
العلاقات المغربية الدومينيكانية هي العلاقات الثنائية التي تجمع بين المغرب وجمهورية الدومينيكان.

## تاريخ
في 6 يوليوز 2020: عين الملك محمد السادس، سفيراً جديداً في جمهورية الدومينيكان وهو هشام دحان.

### دعم مبادرة الحكم الذاتي
```
خلال الاستقبال الذي خص به رئيس جمهورية الدومينيكان، لويس أبينادر وزير الشؤون الخارجية والتعاون الإفريقي والمغاربة المقيمين بالخارج، السيد ناصر بوريطة، كلف الرئيس الدوميناكاني بوريطة بإبلاغ الملك محمد السادس، بالدعم الثابت لجمهورية الدومينيكان لسيادة المغرب على الصحراء وعزمها على جعل افتتاح قنصلية بمدينة الداخلة كأولوية ضمن خطط التوسع المستقبلية.
[
7
]
[
8
]
```

و في هذا الصدد، صدر بتاريخ 17 غشت 2024، بلاغ عن وزارة الشؤون الخارجية لجمهورية الدومينيكان و الذي جاء فيه أن الرئيس أبينادر قد جدد التأكيد على أن جمهورية الدومينيكان تعتبر مخطط الحكم الذاتي ،الذي تقدم به المغرب ، بمثابة الحل الوحيد للنزاع حول الصحراء.
وبتاريخ 10 يونيو 2025، جددت جمهورية الدومينيكان كومنولث دعمها لهذا المخطط خلال الندوة الإقليمية للجنة 24 التابعة للأمم المتحدة، و المنعقدة بمدينة ديلي، حيث اعتبرت مبادرة الحكم الذاتي حلا يتوافق مع ميثاق الأمم المتحدة و القانون الدولي، إلى جانب تماشيه مع قرارات مجلس الأمن والجمعية العامة.

## مقارنة بين البلدين
هذه مقارنة عامة ومرجعية للدولتين:
| وجه المقارنة                                              | المغرب                                 | جمهورية الدومينيكان |
| --------------------------------------------------------- | -------------------------------------- | ------------------- |
| المساحة (كم2)                                             | 710.85 ألف                             | 48.67 ألف           |
| عدد السكان (نسمة)                                         | 36.07 مليون                            | 10.40 مليون         |
| الكثافة السكانية (ن./كم²)                                 | 50.74                                  | 213.68              |
| العاصمة                                                   | الرباط                                 | سانتو دومينغو       |
| اللغة الرسمية                                             | اللغة العربية، أمازيغية معيارية مغربية | اللغة الإسبانية     |
| العملة                                                    | درهم مغربي                             | بيزو دومنيكاني      |
| الناتج المحلي الإجمالي (بليون دولار)                      | 109.14 مليار                           | 75.93 مليار         |
| الناتج المحلي الإجمالي (تعادل القوة الشرائية) بليون دولار | 274.06 مليار                           | 149.89 مليار        |
| الناتج المحلي الإجمالي الاسمي للفرد دولار أمريكي          | 2.88 ألف                               | 6.47 ألف            |
| الناتج المحلي الإجمالي للفرد دولار أمريكي                 | 7.49 ألف                               | 13.26 ألف           |
| مؤشر التنمية البشرية                                      | 0.628                                  | 0.715               |
| رمز المكالمات الدولي                                      | +212                                   | +1809، +1829، +1849 |
| رمز الإنترنت                                              | .ma                                    | .do                 |
| المنطقة الزمنية                                           | ت ع م+01:00                            | 00                  |

## مدن متوأمة
في ما يلي قائمة باتفاقيات التوأمة بين مدن مغربية ودومينيكانية:
- ترتبط الرباط مع سانتو دومينغو باتفاقية توأمة منذ 1986.

## منظمات دولية مشتركة
يشترك البلدان في عضوية مجموعة من المنظمات الدولية، منها:
| علم المنظمة | اسم المنظمة                        | تاريخ انضمام المغرب | تاريخ انضمام جمهورية الدومينيكان |
| ----------- | ---------------------------------- | ------------------- | -------------------------------- |
|             | المنظمة الهيدروغرافية الدولية      | ?                   | ?                                |
|             | الاتحاد البريدي العالمي            | ?                   | ?                                |
|             | يونسكو                             | 7 نوفمبر 1956       | 4 نوفمبر 1946                    |
|             | البنك الدولي للإنشاء والتعمير      | 25 أبريل 1958       | 18 سبتمبر 1961                   |
|             | منظمة التجارة العالمية             | 1995                | ?                                |
|             | وكالة ضمان الاستثمار متعدد الأطراف | 17 سبتمبر 1992      | 7 مارس 1997                      |
|             | منظمة الشرطة الجنائية الدولية      | ?                   | ?                                |
|             | مؤسسة التمويل الدولية              | 30 أغسطس 1962       | 31 أكتوبر 1961                   |
|             | الأمم المتحدة                      | 12 نوفمبر 1956      | 24 أكتوبر 1945                   |
|             | مؤسسة التنمية الدولية              | 29 ديسمبر 1960      | 16 نوفمبر 1962                   |
|             | منظمة حظر الأسلحة الكيميائية       | ?                   | ?                                |

## وصلات خارجية
- موقع وزارة الخارجية المغربية